# Zločinačka obitelj Soprano
Zločinačka obitelj DiMeo, kasnije poznata kao zločinačka obitelj Soprano, fiktivna je mafijaška obitelj iz HBO-ove televizijske serije Obitelj Soprano. Smatra se da je djelomično temeljena na zločinačkoj obitelji DeCavalcante, stvarnoj mafijaškoj organizaciji iz New Jerseyja.
Osnovanao ju je u New Jerseyju u pedesetima Ercole DiMeo, obitelj je kroz naredna desetljeća jačala, ponajprije pod utjecajem dvojca iz sjene, braće Johnny Boya i Juniora Soprana. Blisko je surađivala s Pet njujorških obitelji i talijanskom mafijom. DiMeoa je sredinom devedesetih pritvorio FBI te je osuđen na kaznu doživotnog zatvora. Nakon kraćeg mirnog razdoblja pod vodstvom Jackieja Aprilea, na prijelazu stoljeća je došlo do sukoba između Juniora Soprana i njegova nećaka, kapetana Tonyja Soprana. Prepustivši isprva vodstvo stricu, Tony je vladao iz sjene kao izvršni šef, a nakon Juniorova pritvaranja zbog optužbi za reket, Tony Soprano je postao i službeni, ujedno posljednji poznati šef obitelji.

## Povijest

### Formiranje
Smatra se da je obitelj DiMeo osnovana u Sjevernom New Jerseyju u 1950-ima. Ercole DiMeo smatra se prvim službenim šefom. Među ključne članove od šezdesetih ubrajaju se braća John Francis "Johnny Boy" Soprano i Corrado "Junior" Soprano, kao i Michele "Feech" La Manna. Sopranovi su bili glavna frakcija unutar organizacije, vodeći dvije odvojene ekipe predvođene Johnny Boyem i Juniorom, a organizacija je bila usko povezana s pet njujorških obitelji (posebno s obitelji Lupertazzi na čelu s Carmineom Lupertazzijem). Unatoč nominalnoj ulozi DiMea kao šefa organizacije, tijekom serije, ali i u finalu, kad to spominje Tony Soprano, dvojica braće Soprano zapravo su vodila Sjeverni Jersey.

### Nemiri '83.
Početkom 1980-ih mnogi članovi i suradnici obitelji DiMeo bili su uhićeni, što je bio najteži udarac organizaciji od njezina osnivanja. Među uhićenima bili su Tony Blundetto i Feech La Manna, osuđeni na 20 godina zatvora. Nakon što su oslobođeni, mediji su ih prozvali "Generacijom 2004."
Tijekom tih događaja Salvatore "Big Pussy" Bonpensiero, provalnik i suradnik u ekipi Johnny Boya Soprana, istaknuo se i izvršio ubojstvo u ime svoga šefa. Johnny Boyev sin, Tony Soprano dokazao se ubivši sitnog kladioničara i ubrzo nakon toga postao član obitelji.

### Uspon Tonyja Soprana
Johnny Boy Soprano umro je od emfizema 1986. Prije svoje smrti zahtijevao je da njegov sin postane kapetan ekipe Soprano. Tony, jedan od najpopularnijih članova obitelji nakon pljačke pokeraške partije Feecha La Manne sa šefom ekipe Aprile Giacomom "Jackiejem" Aprileom, bio je relativno mlad da bude kapetan s 27 godina. Tonyjeva promocija u kapetana dogodila se uz odanost Bonpensiera, dugogodišnjeg Johnny Boyeva vojnika Paulieja "Walnutsa" Gualtierija i prijatelja iz djetinjstva Silvia Dantea. Tony je kasnije izbjegao dugogodišnji boravak u zatvoru kad se nije pojavio na otmici kamiona sa svojim rođakom Tonyjem Blundettom. Blundetto, kojeg je uhvatila policija, proveo je 14 godina u zatvoru, dok je Tony postao jedan od najprofitabilnijih kapetana obitelji DiMeo.

### Novi izvršni šef
Ercole DiMeo 1995. je osuđen na doživotnu kaznu zatvora. Jackie Aprile je imenovan izvršnim šefom obitelji, što je razgnjevilo Juniora Soprana. Pretpostavljalo se da će Soprano preuzeti obitelj kad DiMeo umre ili završi u zatvoru, ali je DiMeo bio impresioniran liderskim sposobnostima Jackieja Aprilea (ekipa Aprile godinama je bila najprofitabilnija i najbolje vođena u organizaciji). Razdoblje Jackiejeve vladavine (1995. – 1999.) smatra se mirnodopskim i prosperitetnim; Jackie je bio poštovan i omiljen šef koji nije 'jeo sam', na zadovoljstvo svojih kapetana.

### Rat '99.
Nakon što je Aprileu 1998. diganosticiran rak, Tony, njegov najbolji prijatelj i Juniorov nećak, preuzeo je Jackiejeve odgovornosti, ponovno na Juniorovo nezadovoljstvo. Junior i Tony u tom su razdoblju bili na ratnoj nozi jer je Junior namjeravao ubiti svog rivala, "Little Pussyja" Malangu u njegovu omiljenom restoranu, Vesuviu, u vlasništvu Tonyjeva prijatelja iz djetinjstva Artieja Bucca. Tony je poremetio Juniorove planove naredivši Silviu da digne u zrak Artiejev restoran. Osim toga, Tonyjev nećak, Christopher Moltisanti i njegov suradnik Brendan Filone, otimali su kamione Comley Truckinga, tvrtke koja je plaćala za zaštitu Junioru. Juniorov vojnik, Mikey Palmice, ubio je Brendana, dok su ruski suradnici izveli lažnu Christopherovu likvidaciju po Juniorovim naredbama. Kad je Jackie Aprile umro 1999., tenzije između Juniora i Tonyja bile su na vrhuncu, a pretpostavljalo se kako će zaratiti zbog vodeće pozicije. Tony je umjesto toga odlučio popustiti stricu i prepustiti mu šefovsko mjesto. Ipak, prepustio mu je poziciju samo nominalno, djelujući iz sjene kao pravi šef.
Tenzije između strica i nećaka ponovno su se javile kad je Tonyjeva majka, Livia Soprano, otkrila da Tony viđa psihijatra te da to skriva od Juniorovih kapetana. Junior je organizirao pokušaj Tonyjeva ubojstva, ali Tony uspijeva pobjeći s manjom ogrebotinom, ostavivši jednog atentatora mrtvog. Nakon što je FBI pokazao Tonyju da je plan skovao Junior, Tony naređuje likvidacije ključnih članova Juniorove ekipe: vojnika Chuckyja Signorea, consiglierea Mikeyja Palmicea i Phillipa "Phillyja Spoonsa" Parisija. Junior je pošteđen jer je optužen pred saveznim sudom (zajedno s podšefom Joeyjem Sassom i kapetanom Larryjem Bareseom), te zato što ga je Tony odlučio poštediti kao žrtvenog jarca koji će odgovarati za cijelu obitelj. Tony je nakon toga preuzeo praktički sve Juniorove poslove i postao šef preimenovane zločinačke obitelji Soprano. Bivši Juniorovi vojnici Gigi Cestone i Pasquale "Patsy" Parisi raspoređeni su u druge ekipe. Patsy je otišao u ekipu Soprano, a Cestone u ekipu Aprile. Tony je imenovao Silvia Dantea svojim savjetnikom i promovirao vojnika Paulieja Gualtierija u kapetana svoje stare ekipe, preimenovane u ekipu Gualtieri.
Iako je Junior lišen gotovo sve moći te smješten u kućni pritvor, ostala mu je titula šefa te je djelovao kao Tonyjev savjetnik. Dva faktora koja su zbližila dvojac bili su Juniorova dojava Tonyju oko plana Richieja Aprilea za Tonyjevo ubojstvo, te Juniorov rak želuca dijagnosticiran 2001. Međutim, Tony je nastavio kažnjavati strica kroz poslovne aranžmane. Junior je uspio pobijediti bolest prije početka svoga suđenja.

### Istrage FBI-a
Nakon nekoliko godina istraživanja Tonyja Soprana tijekom kojih su ga pokušali povezati s bilo čime (najbliže su bili pri povezivanju s ubojstvom Matthewa Bevilaque, što je odbačeno kad je svjedok povukao svoju izjavu otkrivši da bi jedan od ubojica mogao biti Tony Soprano), FBI je 2000. uhitio Tonyja kad je otkriveno da je reketario Daveyja Scatina. Iscrpljujući Scatinovu trgovinu sportskom opremom, Tony je dobivao ukradene avionske karte, koje su otkrivene nakon dojave "Big Pussyja" Bonpensiera te kad je Tony jednu od karti dao svojoj majci. Slučaj je propao kad je Big Pussy "nestao", a Livia umrla nakon moždanog udara. FBI je nastavio graditi slučaj protiv Tonyja, ali se suočio s poteškoćama kad je kompromitirano ozvučenje njegova podruma (Tonyjeva kćer Meadow uzela je ozvučenu lampu) te zbog smrti nekoliko doušnika. 
Suđenje Junioru Sopranu završilo je 2002. bez presude, ali je vlada odlučila ponoviti suđenje, što je značilo da Junior i dalje mora ostati u kućnom pritvoru. Zbog svoje narušene pozicije u obitelji zbog kućnog pritvora, dugogodišnji Juniorov pouzdanik Robert "Bobby Bacala" Baccalieri imenovan je kapetanom Juniorove ekipe.

### Razdoblja nemira
U međuvremenu, obitelj Soprano nastavila je s prijelaznim razdobljem, s tim da je Richie Aprile, stariji brat Jackieja Aprilea, nakon svog izlaska iz zatvora 2000. preuzeo do tada raspuštenu (zbog smrti Jackieja Sr.-a) ekipu Aprile. Richie je postao prijetnja Tonyjevoj moći: osakatio je suradnika Beansieja Gaetu i izrazio neposlušnost prema Tonyju oko prodaje kokaina na smetlarskim rutama. Richie je pristupio i Junioru s planom Tonyjeva rušenja, ali je Junior odlučio kako će mu bolje biti s nećakom. Tony je doznao za Richiejevu urotu i pokrenuo plan za njegovu likvidaciju, ali se to pokazalo nepotrebnim kad je Richieja u žaru svađe ubila njegova zaručnica i Tonyjeva sestra Janice Soprano.
Nakon što je Gigi Cestone, vojnik iz ekipe Soprano koji je trebao preuzeti i špijunirati ekipu Aprile, umro od srčanog udara, Tony nije imao izbora nego na čelno mjesto instalirati Ralpha Cifaretta.  Tony se dugo sukobljavao s Ralphom, iako su odrasli zajedno s Jackiejem Aprileom i Silviom Danteom. Tony je, u naletu bijesa, jednom premlatio Ralpha nakon što je ovaj ubio plesačicu iz Bada Binga. Ralph je pod svoje krilo uzeo i Jackieja Aprilea Jr.-a, iako su i Tony i Jackie Sr. htjeli zadržati Jackie Jr.-a izvan obiteljskog posla. Nakon što je Jackie Jr. opljačkao jednu od Ralphovih pokeraških partija i ranio članove obitelji Furia Giuntu i Christophera Moltisantija u pokušaju da imitira svoga oca, Ralph nije imao izbora nego narediti da Vito Spatafore ubije Jackieja.
Usprkos nesporazumima s Tonyjem, Ralph je postao najprofitabilniji član obitelji, vodeći unosne građevinske projekte kao što su gradilište Esplanade Construction i prijevara Ureda za građenje i urbani razvoj u Newarku. Ralph je i posjedovao trkaćeg konja Pie-O-My koji je poginuo u stajskom požaru. Uvjeren da je Ralph namjerno i okrutno ubio konja kako bi novcem od osiguranja platio bolničke troškove za svog komatoznog sina, Tony je, u naletu bijesa napao i ubio Ralpha. Tony je za njegov nestanak okrivio njujoršku obitelj, točnije Johnnyja Sacka, koji je imao Ralpha "na zubu" još otkad je ovaj ispričao neukusan vic o njegovoj supruzi Ginny. Vito Spatafore 2002. je imenovan kapetanom ekipe Aprile.
Tijekom tog vremena, Tony je počeo obučavati svoga rođaka/nećaka Christophera Moltisantija za lidersku poziciju. Christopher, mladi, nedavno promovirani mafijaš, imenovan je kapetanom ekipe Gualtieri kad je Paulie Walnuts završio u zatvoru zbog optužbi za nelegalno posjedovanje oružja. Patsy Parisi bio je nezadovoljan ovom odlukom, kao i Silvio koji je htio Patsyja za kapetana. Tony je usto Christophera proglasio i svojim nasljednikom, ali je to kompromitirano kad je otkriveno da je Christopher teški ovisnik o heroinu, odnosno kad je poslan na odvikavanje. Christopher se privremeno očistio i dokazao svoju odanost Tonyju, predavši mu svoju zaručnicu, Adrianu La Cervu, kad je otkriveno da je doušnica FBI-a. Kao nagradu za to što je obitelj stavio ispred vlastite zaručnice, Christopher je imenovan kapetanom ekipe Gualtieri (s tim da je Paulie promoviran u podšefa).
U tom je razdoblju došlo i do poslovnih nesporazuma s Lupertazzijevima, jer se dvije obitelji nisu mogle dogovoriti oko podjele posla i profita od građevinskog projekta Esplanade. Nesuglasice oko podjele zarade, plus prijevara Ureda za građenje i urbani razvoj, koju je Tony tajio od Njujorčana, te netrpeljivost između Johnnyja Sacka i Ralpha Cifaretta, umalo su izazvali rat između dviju obitelji. I Johnny Sack i Carmine Lupertazzi krivili su jedan drugog za sukob te su se obratili Tonyju da ubije onog drugog kako bi spriječili eskalaciju nasilja. U oba su slučaja prevladale hladne glave i dvije su obitelji pronašle zajednički jezik.

### Klasa 2004.
Puštanje iz zatvora "Klase 2004." (Phil Leotardo, Angelo Garepe, Michele "Feech" La Manna i Tony Blundetto) zajedno sa smrću Carminea Lupertazzija otvorilo je novi niz sukoba. "Little" Carmine Lupertazzi i Johnny Sack zaratili su oko pozicije šefa u New Yorku, a Tony se morao baviti neposlušnošću Feecha La Manne i svoga rođaka, Tonyja Blundetta. Jedan je problem riješen kad je La Manna ponovno završio u zatvoru kad je u njegovoj garaži socijalni radnik pronašao ukradene televizore podmetnute po Tonyjevoj naredbi. Drugi se problem javio kad je Blundetto ubio suradnika Lupertazzijevih Joea Peepsa po naredbi kapetana Lupertazzijevih Rustyja Millia i consiglierea Angela Garepea. Kad je Angelo ubijen iz osvete, Blundetto je krenuo na Phila Leotarda i ubio njegova brata Billyja, iako nije imao odobrenje. Suočen s prijetnjama ratom i mučenjem od Johnnyja Sacka i Leotarda te nemirom unutar vlastite obitelji, Tony je sam ubio rođaka kako bi ga poštedio mučenja.
Odnosi između obitelji dodatno su se zakomplicirali kad je FBI uhitio i pritvorio Johnnyja Sacka, dok je izvršnim šefom obitelji Lupertazzi imenovan Leotardo, koji je još uvijek bio gnjevan zbog Blundetta.

### Ranjavanje Tonyja Soprana
Tijekom svoga boravka u kućnom pritvoru i suđenja Junior je pokazivao znakove demencije zbog ozljede glave koju je zadobio nakon pada na stepenicama suda, kao i zbog nekoliko manjih moždanih udara tijekom godina. Junior je tako jedne večeri ranio Tonyja u abdomen, zamijenivši ga za svoga starog pokojnog neprijatelja "Little Pussyja" Malangu.
Ranjavanje Tonyja Soprana započelo je medijsku strku pa su novinari opsjedali bolnicu i dom Sopranovih. Junior je uhićen i ispitivan o ranjavanju, a on je inzistirao kako se Tony sam ranio, dodavši kako je "depresivac". Kapetani obitelji složili su se da se prekinu svi odnosi s Juniorom i dopusti Tonyju da odluči što će učiniti s njim. Junior je proglašen mentalno nestabilnim i poslan u psihijatrijsku ustanovu. 
S Tonyjem u komi, ulogu izvršnog šefa preuzeo je njegov consigliere Silvio Dante; međutim, Silvio se nije uspio nositi s pritiskom šefovske pozicije te je pretrpio napadaje astme zbog čega je hospitaliziran. Tony se nakon ranjavanja i kome vratio na vrijeme da riješi sukob oko budućnosti Barone Sanitationa s Johnnyjem Sackom i Philom Leotardom.

### Tenzije s New Yorkom
U zatvoru, Johnny Sack je preko Phila od Tonyja zatražio da likvidira neposlušnog kapetana Rustyja Millia. Tony je isprva odbio, ali se predomislio nakon razgovora sa Sackom na vjenčanju njegove kćeri. Tony je Milliovu likvidaciju obavio s oprezom, unajmivši dvojicu talijanskih plaćenika da ubiju Millia i njegova vojnika, Eddieja Pietra. Sack se kasnije izjasnio krivim po optužbi za reket kako bi smanjio svoju kaznu, čime je Phil Leotardo postao šef bez službene titule.
Dodatne su se komplikacije pojavile kad je Vito Spatafore, najprofitabilniji kapetan iz ekipe Aprile i muž rođakinje Phila Leotarda, pobjegao iz New Jerseyja kad je otkrivena njegova homoseksualna orijentacija. Tony je imenovao Carla Gervasija njegovom zamjenom. Nakon nekoliko mjeseci skrivanja u New Hampshireu, Vito se vratio u New Jersey, prišavši Tonyju s ponudom o pokretanju odvojenog posla s prostitucijom u Atlantic Cityju. Tony je razmatrao prijedlog, ali je na kraju odlučio kako Vito treba biti smaknut kako bi se zadovoljio Leotardo, koji je bio ogorčen Vitovim životnim stilom. Međutim, Phil se prvi dočepao Vita, provalivši u njegovu motelsku sobu i gledajući kako ga njegovi vojnici Dominic "Fat Dom" Gamiello i Gerry Torciano mlate do smrti. Tony, shvativši kako je Phil poslao poruku da New York može učiniti što god hoće kad god hoće, odlučio je nauditi Philu na financijskom planu kako bi se osvetio za Vita. Tony je smatrao kako bi rat s New Yorkom financijski naškodio obitelji. Međutim, kad je Fat Dom došao u Satriale's i počeo zbijati šale o Vitovoj smrti i implicirao da je Carlo homoseksualac, Silvio i Carlo su ga ubili.
Tony je u ime odmazde digao u zrak Philovu brokersku poslovnicu. Nakon sastanka dviju obitelji, mir je gotovo postignut prije nego što je Little Carmine spomenuo smrt Billyja Leotarda, na što je Phil izjurio van. Na sastanku s Gerryjem Torcianom, Albiejem Cianfloneom i Butchom DeConcinijem, donesena je odluka da se likvidiraju visokorangirani članovi obitelji Soprano. Phil je ubrzo nakon toga pretrpio teški infarkt, a agent FBI-a Dwight Harris obavijestio je Tonyja da bi netko iz njegove ekipe mogao biti u opasnosti. Pokušavši smiriti nesuglasice između obitelji, Tony je posjetio Phila u bolnici, rekavši mu za svoje iskustvo iz kome. Tijekom njihove svađe oko uklanjanja azbesta, Tony podsjeća Phila na njihov razgovor u bolnici, ali Phil to odbaci s gnušanjem. Tony uzvraća povlačenjem dvojice Philovih ljudi s platne liste građevinskog projekta, nakon što jedan od njih zaprijeti Tonyjevoj kćeri Meadow. Tony uzvraća slomivši mu čeljust na restoranskom šanku ispred Butcha DeConcinija. Phil je nakon toga odbio sastati se s Tonyjem i rat se učinio neizbježnim.

### Rat 2007.
Postalo je jasno da kompromisa između New Jerseyja i New Yorka neće biti i stvari su krenule u smjeru rata. New York je nagovarao Burta Gervasija da promijeni strane, a on je prišao Silviu Danteu da se pridruži pokušaju puča protiv Soprana. Ideja je bila ubiti Tonyja, nakon čega bi Silvio preuzeo obitelj i dogovorio primirje. Silvio je kasnije zadavio Gervasija u njegovoj kući. Tony je nakon toga dogovorio likvidaciju Phila Leotarda. U isto vrijeme, Phil je naredio eleminiranje vodećih ljudi Sopranovih. Philovo ubojstvo propalo je jer su ubojice zamijenile oca Philove ljubavnice za njega i ubili njega i kćer mu.
Likvidacija Sopranovih bila je uspješnija. Bobby Baccalieri ubijen u zasjedi u trgovini modelima vlakova. Stigla je vijest kako je Leotardo nestao, a obitelj Soprano je odlučila poduzeti istu stvar. Međutim, dok su Patsy Parisi i Silvio pokušavali pobjeći, dočekao ih je par njujorških plaćenika ispred Bada Binga. Silvio je ustrijeljen nekoliko puta, a Patsy je uspio pobjeći. Silvio je odvezen u bolnicu gdje je ostao u komi. Tony i neki vojnici otišli su u sigurnu kuću kako bi se skrili, dok se istodobno nastavila potraga za Philom.
Tony je ubrzo organizirao sastanak s Butchom DeConcinijem i Albiejem Cianfloneom preko "Little" Carminea Lupertazzija i umirovljenog šefa Pet obitelji, Georgea Paglierija. Tijekom sastanka njujorška obitelj priznala je da je Philova odluka o ratu s New Jerseyjem bila loša, da je sve otišlo predaleko i da će zato njujorško vodstvo odustati od sukoba. Tony je zahtijevao da mu odaju Philovu lokaciju, ali je Butch odbio. Butch je ipak dao Tonyju implicitno dopuštenje da ubije Phila ako ga nađe, bez eventualne osvete New Yorka. Butch je pristao i financijski kompenzirati Bobbyjevu udovicu. Kako je Tony prethodno agentu Harrisu odao informaciju o dvojici Pakistanaca koji su nekad bili sitni suradnici obitelji, ovaj mu je kasnije odao kako je Phil koristio telefonsku govornicu na benzinskoj postaji u Oyster Bayu. Obitelj Soprano počela je patrolirati područje benzinskih postaja tražeći Phila. Ubrzo Walden Belfiore, vojnik iz ekipe Gervasi, uhvati Phila na benzinskoj postaji. Phil je ustrijeljen u glavu i prsa ispred supruge i unučadi čime je sukob New Jerseyja i New Yorka okončan.

## Organizacija

### Administracija
- Tony Soprano — šef (2004. –, izvršni šef 2000. – 2004., Tony je 2006. ustrijeljen i završio u komi, kad je ulogu izvršnog šefa preuzeo Silvio Dante).
  - Silvio "Sil" Dante — consigliere Tonyja Soprana (2000. –, teško ranjen tijekom pokušaja ubojstva, ostao u komi.)

### Umirovljeni
- Domenico Ercoli "Eckley" DiMeo — šef (?–1995., osuđen na doživotni zatvor)
- Giacomo "Jackie" Aprile — izvršni šef (1995. – 1999., umro)
- Corrado "Junior" Soprano — šef (1999. – 2004., 2006. smješten u psihijatrijsku ustanovu zbog psihičkih problema)
- Silvio "Sil" Dante — izvršni šef (2006., tijekom odsustva Tonyja Soprana)
  - Peter Paul "Paulie Walnuts" Gualtieri - podšef Tonyja Soprana (2005. – 2007., 2007. postao kapetan ekipe Cifaretto)
  - Joseph "Beppy" Sasso — podšef Juniora Soprana (1999., čeka ponovno suđenje)
  - Mikey "Grab Bag" Palmice — consigliere Juniora Soprana (1999., ubijen)

### Ekipe

#### Junior Soprano / Ekipa Baccalieri
Prethodno poznata kao ekipa Juniora Soprana.

##### Trenutačna organizacija
- Anthony Maffei — vojnik (2007. - )
- Thomas "Tommy" Di Palma — vojnik (? - )
- Murf Lupo — vojnik (?–2000., 2002.– ,poluumirovljen)
- Giuseppe "Beppy" Scerbo — vojnik (? - )

##### Bivši članovi
Kapetani
- Robert "Bobby Bacala" Baccalieri —  (kapetan 2007., izvršni kapetan 2002.–2007., ubijen)
- Murf Lupo (2000.–2002., degradiran u vojnika, poluumirovljen)
- Phillip "Philly Spoons" Parisi (1999.–2000., ubijen)
- Junior Soprano (?–1999.) — (promoviran u šefa, poluumirovljen)

Vojnici/suradnici
- Robert Baccalieri, Sr. — vojnik (?–2001., umro)
- Gigi Cestone — vojnik (prije 1995.–2000., prebačen u ekipu Gualtieri, umro)
- Mikey "Grab Bag" Palmice — vojnik (?–1999., promoviran u consiglierea, ubijen)
- Pasquale "Patsy" Parisi — vojnik (1984.–2000., prebačen u ekipu Gualtieri; 2007., imenovan kapetanom ekipe Gualtieri)
- Charles "Chucky" Signore — vojnik (?–1999., umro)
- Joseph "Beppy" Sasso — vojnik (?–1999., promoviran u podšefa)

- Salvatore "Mustang Sally" Intile — suradnik (?–2000., umro)
- Donnie Paduana — suradnik (?–1999., umro)

##### Teritorij i poslovi
- Poslovi Juniora Soprana uključivali su kamatarenje, kontrolu sindikata, zaštitu Comley Truckinga i kladionice u Rosevilleu u Bloomfield Ave. Nakon što je postao šef, predao je Tonyju kontrolu nad sindikatima, te predao sve poslove kao kaznu zbog ranjavanja Tonyja. Ono što je ostalo od Juniorove ekipe vodio je Bobby Bacala.
- Kladionicu u Rosevilleu nekoliko je godina vodio Eugene Pontecorvo, do svoje smrti.  Nakon smrti Vita Spataforea, kladionicu je preuzeo Bobby Bacala.
- Ekipa Juniora Soprana vodila je svoje poslove u Sit Tite Luncheonetteu sve do Juniorova uhićenja 1999.
- Ekipa se udružila s Richiejem Aprileom u distribuciji kokaina.
- Ekipa je 1999. sklopila partnerstvo s Bareseima u poslovima kao što su telefonske kartice i burzovne prijevare, ali nakon rata i optužbi FBI-a iste godine, kontrolu nad operacijama preuzeli su Tony Soprano i ekipa Gualtieri, zajedno s većinom Juniorovih poslova.
- Ekipa je raspuštena nakon smrti Bobbyja Baccalierija.

#### Ekipa Soprano / Gualtieri / Moltisanti
Prvotno poznata kao ekipa Soprano, zatim kao ekipa Gualtieri, a na kraju kao ekipa Moltisanti.

##### Trenutačna organizacija
- Pasquale "Patsy" Parisi — vojnik 2000.-, ?-2000. vojnik u ekipi Juniora Soprana)
- Benito "Benny" Fazio — vojnik (2007.-, suradnik 2001. – 2007.)
- Frankie Cortese — vojnik (2004.–)
- Paul "Little Paulie" Germani — suradnik (2001.–)

-   - Perry Annunziata — suradnik (2006.–)
  - Corky Caporale — suradnik (2006.–)
  - Peter "Bissell" LaRosa — suradnik (2002.–)
  - Cary DiBartolo — suradnik (2006.–)
  - Corky Ianucci — suradnik (1999.–)
  - James "Murmur" Zancone — suradnik (2006.–)
  - Jason Parisi — suradnik (2007.-)
  - Jason Gervasi — suradnik (2007.-)

##### Bivši članovi
Kapetani
- John "Johnny Boy" Soprano — (?–1986., umro)
- Anthony John "Tony" Soprano — (1986. – 2000., promoviran u šefa; prethodno vojnik, ?–1986.)
- Peter Paul "Paulie Walnuts" Gualtieri - (2000. – 2005., promoviran u podšefa, zatim imenovan kapetanom ekipe Aprile 2007.)
- Christopher "Chrissy" Moltisanti — (2005. – 2007., prethodno vojnik 2001. – 2005., suradnik prije 1995. – 2001, ubijen)

Bivši vojnici/suradnici
- Pat Blundetto — vojnik (umirovljen)
- Big Pussy Bonpensiero — vojnik (1983.–2000., doušnik FBI-a, ubijen)
- Gigi Cestone — vojnik (2000.), promoviran u kapetana ekipe Aprile, umro)
- Silvio Dante — vojnik (1983.–2001., promoviran u consiglierea)
- Furio Giunta — vojnik (2000.–2002.)
- Eugene Pontecorvo — vojnik (?–2006., doušnik FBI-a, umro)
- Burt Gervasi — vojnik (2006.–2007., ubijen)
- "Jimmy" — vojnik (ubijen)
- Richard "Dickie" Moltisanti — vojnik (ubijen)
- Fabian "Febby" Petrullio — vojnik (doušnik FBI-a, umro)

- Matthew Bevilaqua — suradnik (2000., ubijen)
- Brendan Filone — suradnik (1999., ubijen)
- Sean Gismonte — suradnik (2000., ubijen)
- Alfie — suradnik (2002.)

##### Teritorij i poslovi
- Tradicionalni i primarni prihod ekipe dolazi od klađenja, kamatarenja i iznuda, kao i otmice kamiona. Pod vodstvom Tonyja Soprana, ekipa se uključila u sofisticiranije pothvate (prijevara medicinskog osiguranja s Heshom Rabkinom, burzovne prijevare, kupovanje telefonskih kartica na kredit preko tvrtki i prodavanje uz popust, te prodavanje ukradenih brojeva kreditnih kartica).
- Ekipa Soprano je većinski vlasnik striptiz kluba Bada Bing na Route 17 u Lodiju. Silvio Dante službeno posjeduje i vodi klub.
- Poslovi se vode i kroz Satriale's Pork Store, trgovinu mesom u North Wardu koja je pripala "Johnny Boy" Sopranu kad je "Old Man" Satriale, kompulzivni kockar i dužnik, počinio samoubojstvo.
- Tony je posjedovao i zgradu u kojoj je bio smješten Caputo's Poultry Store u North Wardu, prije nego što ju je 2006. prodao Jamba Juiceu.
- Izvor prihoda ekipe su i smetlarske rute. Sve do prodaje 2006., Barone Sanitation je služio kao paravan za razne ilegalne poslove. Tony Soprano je bio dugogodišnji konzultant Barone Sanitationa sve dok Jason Barone nije prodao tvrtku nakon smrti svoga oca Dicka.
- Tony i Silvio vode pokeraške partije na visoke uloge koje su prije vodili Johnny i Junior Soprano.
- Christopher Moltisanti bio je tihi partner noćnog kluba Crazy Horse kojeg je vodila njegova zaručnica Adriana La Cerva. Furio Giunta bio je partner dok nije pobjegao u Italiju.
- Veza ekipe s mafijaškom obitelji Vittorio/Zucca iz Napulja omogućila je krijumčarenje automobila u Italiju u zamjenu za novac i besplatne usluge napuljskih vojnika.
- Bonpensiero je prije svoje smrt vodio i automehaničarsku radionicu koju su preuzeli njegova supruga Angie i njegov brat Duke.
- Nakon što je 2001, postao član organizacije, Christopheru je dana kladionica koju je vodio Warren Dupree, iz koje je svaki tjedan morao odvajati 6.000 dolara za Paulieja.
- Ekipa je do 2004. imala udio u Massarone Construction kad je njezin vlasnik, Jack Massarone, savezni dužnosnik i kasnije ubijen.
- Ekipa je od dana Johnny Boya priređivala Feštu sv. Elezara (trodnevni festival s lunaparkom, štandovima i procesijom) u zamjenu za profit. Paulie Gualtieri preuzeo je organiziranje fešte kad je promoviran u podšefa.

#### Ekipa Aprile / Cestone / Cifaretto / Spatafore / Gervasi / Gualtieri
Ekipa Cifaretto, prethodno poznata kao ekipa Aprile, bila je poznata kao najprofitabilnija ekipa u obitelji Soprano/DiMeo. Ekipa Gervasi prethodno je bila ekipa Altieri. Nakon smrti kapetana Ralpha Cifaretta i Vita Spataforea, dvije su se ekipe ujedinile. U završnici serije ekipa je dodijeljena Paulieju Gualtieriju. U posljednjim godinama pozicija kapetana ekipe bila je "ukleta", zbog bolesti ili nesreća koje su pogodile razne kapetane.

##### Trenutačna organizacija
- Peter Paul "Paulie Walnuts" Gualtieri — kapetan (2007.–)

- Walden Belfiore — vojnik
- Vincent "Vinny Pitts" Pitsaturo - vojnik
- Dante Greco — vojnik
- Jason Molinaro — vojnik

- Terry Doria — suradnik
- Sammy Grigio — suradnik
- Bryan Spatafore — suradnik
- "Dogsy" — suradnik

##### Bivši članovi
Kapetani ekipe Cifaretto
- Giacomo "Jackie" Aprile, Sr. (1990. – 1997., promoviran u izvršnog šefa, umro)
- Richie Aprile (?–1990., 2000., ubijen)
- Gigi Cestone (2001., umro)
- Ralph "Ralphie" Cifaretto (2001. – 2002., ubijen)
- Vito Spatafore  (2002. – 2006., ubijen)

Vojnici/suradnici ekipe Cifaretto
- Eugene Pontecorvo — vojnik (2001. – 2006., doušnik FBI-a, umro)

- Donald "Donny K" Kafranza — vojnik (2000. – 2002., poluumirovljen zbog živčanog poremećaja)
- Jackie Aprile, Jr. — suradnik (2000. – 2001., ubijen)
- Peter "Beansie" Gaeta — suradnik (umirovljen zbog paralize)
- Carlo Renzi — Associate (umro)
- Sunshine — suradnik (umro)
- Dino Zerilli — suradnik (ubijen)

Kapetani ekipe Gervasi
- Jimmy Altieri (1995. – 1999., doušnik FBI-a, ubijen)
- Carlo Gervasi (1999. – 2007., doušnik FBI-a)

Vojnici/suradnici ekipe Gervasi
- Anthony "Tony B" Blundetto — suradnik (?–1986., 2004., ubijen)

##### Teritorij i poslovi (Cifaretto)
- Od vremena Jackieja Aprilea Sr.-a, ekipa se najviše bavila građevinskim projektima, preko kontrole sindikata i projekata u suradnji s obitelji Lupertazzi; najprofitabilnije razdoblje je bilo pod Ralphom Cifarettom, koji je nadzirao građevinski projekt New Jersey Front Esplanade i prijevaru Ureda za građenje i urbani razvoj, te pod njegovim nasljednikom Vitom Spataforeom. To ih je učinilo najprofitabilnijom ekipom u cijeloj obitelji. Međutim, nakon Vitova nestanka i kasnije smrti 2006., ekipa Gervasi je preuzela građevinske interese.
- Vlasništvo i upravljanje Spatafore Constructionom, Fernandez Pavingom i Aprile Roofingom.
- Značajni prihodi dolazili su od raznih smetlarskih ruta u New Jerseyju, kojima je operirala tvrtka Zanone Bros. Trucking. Richie Aprile jedno ju je vrijeme koristio za raspačavanje kokaina.
- Ekipa Cifaretto imala je udjele u raznim pizzerijama diljem New Jerseyja.
- Richie Aprile i Ralph Cifaretto sponzorirali su pokeraške partije na umjerene uloge. Eugene Pontecervo je vodio pokerašku partiju koju je 2001. orobio Jackie Jr.
- Do smrti Eugenea Pontecerva krajem 2005., ekipa Cifaretto je vodila kladionicu u Rosevilleu. Ona je kasnije pripala Bobbyju Baccalieriju.

##### Teritorij i poslovi (Gervasi)
- Ekipa Gervasi sve svoje operacije vodi oko luka New Jerseyja, kontrolirajući prekomorske pošiljke i poslove.
- Nakon smrti kapetana ekipe Aprile Vita Spataforea 2006., Carlo Gervasi je dobio kontrolu nad građevinskim projektima Aprileovih.
- Ekipa Gervasi posjeduje kasino na Bloomfield Avenue, koji je prije svoje smrti vodio Tony Blundetto.
- Produkcija pornografije.

#### Ekipa Barese
Ekipa Barese poznata je po velikom broju članova organizacije. Iako je najveća u obitelji, u seriji je imenovano jako malo članova.

##### Trenutačna organizacija
- Lawrence "Larry Boy" Barese — kapetan (?–, pritvoren zbog kršenja uvjeta kućnog pritvora, čeka ponovno suđenje)
  - Albert "Ally Boy" Barese — vojnik/izvršni kapetan (?–)
    - Nicholas "Nick Spags" Spagnelli — vojnik (2006.—)

##### Bivši članovi
- "Rusty Irish" — suradnik (diler droge, ubijen)

##### Teritorij i poslovi
- Udio profita ekipe Barese dolazi od raspačavanja droge.
- Ekipa Barese uključena je u gospodarenje otpadom, a 2000. su se sukobili s ekipom Aprile zbog teritorija što je rezultiralo s nekoliko požara.
- Bareseovi su bili umiješani i u prijevare s telefonskim karticama i burzovne prijevare sve do Larry Boyeva uhićenja; iste je prijevare kasnije obavljala ekipa Soprano/Gualtieri.

#### Ekipa Curto
Trenutačno je nepoznato tko je preuzeo ekipu Curto nakon smrti kapetana Raymonda Curta.
- Raymond Curto — kapetan (?–2006., doušnik FBI-a, umro)

#### Ekipa La Manna (raspuštena)
- Michele "Feech" La Manna — kapetan (?–1984., 2004., u zatvoru)

- E. Gary La Manna — suradnik
- Jimmy La Manna — suradnik

##### Teritorij i poslovi
- Feech La Manna nekada je organizirao pokeraške partije na visoke uloge, od kojih su jednu opljačkali Jackie Aprile i Tony Soprano.
- Zakoniti poslovi uključuju La Manninu vrtlarsku tvrtku koju vodi njegov nećak Gary, te pekarnicu koju je vodio sami Feech.

### Ostali članovi
- Jerry Anastasia — vojnik
- Augustus "Little Auggie" Aprile — vojnik
- Rocco DiMeo — vojnik (umro)
- "Little Pussy" Malanga — vojnik (ubijen)
- Cicchi Sasso — vojnik
- Romeo Martin — vojnik (umro)
- Joey Cippolini — vojnik

### Neslužbeni suradnici
- Vin Makazian — detektiv na platnoj listi Tonyja Soprana  (umro)
- Harold Melvoin — odvjetnik Juniora Soprana
- Neil Mink — odvjetnik Tonyja Soprana
- Herman "Hesh" Rabkin — savjetnik Tonyja Soprana
- Georgie Santorelli — barmen u Bada Bingu
- Ronald Zellman — vijećnik iz Newarka i kasniji senator, primarni politički kontakt Tonyja Soprana
- Italo i Salvatore — ubojice iz napuljske organizacije
- Roberto — vozač iz napuljske organizacije

### Voditelji poslova
- Dick Barone  — voditelj sanitetskih poslova ekipe Soprano (umro)
- Angie Bonpensiero — voditeljica automehaničarske radionice Big Pussyja Bonpensiera.
- Duke Bonpensiero — voditelj automehaničarske radionice Big Pussyja Bonpensiera.
- Adriana La Cerva — voditeljica noćnog kluba Crazy Horse (doušnica FBI-a, ubijena)
- "Black" Jack Massarone — vlasnik i upravitelj Massarone Constructiona (doušnik FBI-a, ubijen)
- Hillel Teittleman — suvlasnik Flyaway Motela kojeg vodi ekipa Gualtieri
- Shlomo Teittleman — suvlasnik Flyaway Motela kojeg vodi ekipa Gualtieri
- Maurice Tiffen — voditelj prijevare Ureda za građenje i urbani razvoj